# Maskování dat
Technologie maskování dat, v porovnání s šifrováním dat nebo jinými klasickými technikami zabezpečení dat, představuje zcela jiný přístup k problematice ochrany dat. Zamaskovaná (nebo taky de-identifikovaná, anonymizovaná) data, jsou umělá, avšak reálně vyhlížející data, která mají stejný statistický charakter jako původní provozní data, včetně zachované integrity dat a vazeb mezi objekty a aplikacemi. Těmito daty lze plnohodnotně nahradit provozní „ostrá“ data pro účely výzkumu, vývoje a testování, při současné eliminaci rizika úniku citlivých dat. Zamaskovaná data nejsou pro hackery zajímavá, protože již neobsahují citlivé údaje a nelze z nich zpětně odvodit původní data – pokud je proces maskování proveden kvalitně.
Význam maskování dat
- odstranění citlivých dat z vývojového, testovacího a školícího prostředí vede k eliminaci rizika jejich úniku, a umožňuje poskytnutí provozních dat bez citlivých údajů i třetím stranám (např. outsourcing vývoje aplikací)
- poskytuje funkční, realistická data pro vývoj a testování aplikací, školení, statistické analýzy, atd.
- maskování dat na celopodnikové úrovni produkuje konzistentní testovací data se zachovanou datovou integritou skrze více aplikací
- pomáhá společnostem splnit legislativní a regulační opatření na ochranu dat.
- chrání před vnitřními útoky na data v ne-produkčních prostředích

Maskování dat neřeší problém jak znemožnit krádež dat, ale jak znemožnit využití ukradených dat.